# Westattika
Der Regionalbezirk Westattika (griechisch Περιφερειακή Ενότητα Δυτικής Αττικής Periferiakí Enótita Dytikís Attikís) ist seit 2011 einer der acht Regionalbezirke der griechischen Region Attika. Im Rahmen der Verwaltungsreform 2010 ging der Regionalbezirk Westattika aus dem 1972 gegründeten Präfekturbezirk Westattika (Νομαρχία Δυτικής Αττικής Nomarchía Dytikís Attikís) mit einem abweichenden Gebietszuschnitt hervor.

## Geografie
Der Regionalbezirk Westattika erstreckt sich auf etwa 1000 Quadratkilometern zwischen dem Isthmus von Korinth und dem Großraum Athen-Piräus an der Nordküste des Saronischen Golfs und der Ostküste des Golfs der Alkyoniden, dem östlichen Ausläufer des Golfs von Korinth. Der größte Gebietsanteil entspricht der ehemaligen modernen Provinz Megaris (Επαρχία Μεγαρίδας Eparchía Megarídas), im Nordosten wurde zusätzlich um die 2010 gegründete Gemeinde Fyli erweitert, deren Vorgängergemeinden früher der Provinz Attika zugerechnet wurden.
Im Westen grenzt Westattika an den Regionalbezirk Korinthia, im Norden an Böotien und im Osten an die Regionalbezirke Ostattika und Athen-West der Region Attika. Die dicht an der Küste gelegene Insel Salamis gehört dem Regionalbezirk Inseln an.
Der Osten um die Städte Elefsina und Aspropyrgos bildet die heute industriell geprägte Thriasische Ebene (Θριάσιο Πεδίο), das übrige Gelände ist gebirgig und bildet nach Westen (Gerania, 1351 m) und Norden (Kitheronas, 1410 m und Parnitha, 1413 m) eine natürliche Grenze zu den Nachbarregionen. Etwa 40 Prozent der Fläche sind bewaldet, rund 20 Prozent sind Ackerland.

## Verwaltungsstruktur
Die Region Attika bildet eine der 13 Regionen (Ez. περιφέρεια periféria) Griechenlands und gliedert sich in acht Regionalbezirke, die den Gebieten der ehemaligen vier Präfekturbezirke (nomarchíes) entsprechen. Proportional zur Einwohnerzahl entsenden der Regionalbezirk Westattika vier Abgeordnete in den 85-köpfigen attischen Regionalrat, hat darüber hinaus aber keine politische Bedeutung.
| Name                                                     | griechischer Name                                        | Code | Fläche (km²) | Einwohner 2011 | Einwohner 2021 | Lage |  |
| -------------------------------------------------------- | -------------------------------------------------------- | ---- | ------------ | -------------- | -------------- | ---- |  |
| Elefsina                                                 | Δήμος Ελευσίνας (Dímos Elefsínas)                        | 5001 | 35,015       | 29.902         | 30.147         |      |  |
| Aspropyrgos                                              | Δήμος Ασπροπύργου (Dímos Aspropýrgou)                    | 5002 | 104,83       | 30.251         | 31.381         |      |  |
| Mandra-Idyllia                                           | Δήμος Μάνδρας-Ειδυλλίας (Dímos Mándras-Idyllías)         | 5003 | 427,008      | 17.885         | 17.822         |      |  |
| Megara                                                   | Δήμος Μεγαρέων (Dímos Megaréon)                          | 5004 | 330,857      | 36.924         | 38.033         |      |  |
| Fyli                                                     | Δήμος Φυλής (Dímos Fylís)                                | 5005 | 104,647      | 45.965         | 48.157         |      |  |
| Regionalbezirk Westattika (Περιφερειακή Δυτικής Αττικής) | Regionalbezirk Westattika (Περιφερειακή Δυτικής Αττικής) | 50   | 1002,357     | 160.927        | 165.540        |      |  |

## Bevölkerung und Geschichte
Bereits in der Antike nahm Westattika als Verbindung zwischen Athen und den Städten der Peloponnes eine bedeutende strategische Lage ein. Wichtige Siedlungszentren waren das antike Megara und das durch die gesamtgriechisch bedeutenden Mysterien berühmte Eleusis.
Seit dem 14. Jahrhundert war das Gebiet durch die Einwanderung von Arvaniten geprägt, im 20. Jahrhundert wanderten vor allem Griechen von der Peloponnes, aus Kreta, Epirus, Kleinasien und von der russischen Schwarzmeerküste zu, und die Bevölkerung wuchs sprunghaft an. Um die Wende zum 20. Jahrhundert begann die Industrialisierung um Elefsina, vor allem mit Zement- und Stahlproduktion, Ölraffinerien, Werften und Munitionsfabriken.

## Politik
Der Präfekturbezirk wurde durch einen 31-köpfigen Präfekturrat vertreten. Bei den Wahlen 2006 erreichte die sozialistische PASOK mit 19 Sitzen eine absolute Mehrheit, des Weiteren entfielen neun Sitze an die konservative Nea Dimokratia, zwei an Vertreter der kommunistischen KKE und einer an die linksökologische Bewegung Synaspismos. Präfekt ist Aristidis Arkoudaris (Αριστείδης Αρκουδάρης), PASOK.

## Wirtschaft und Infrastruktur
Von den rund 150.000 Einwohnern arbeiten heute rund 37 % im Industriesektor, 18 % in der Bauwirtschaft und je 9,5 % in Landwirtschaft und Handel. Dabei beherbergen die vier Gemeinden in der Thriasischen Ebene rund 46,1 % der Einwohner der Präfektur.
Seit 2004 bemüht sich die Präfekturverwaltung verstärkt um den – besonders innergriechischen – Tourismus als Wirtschaftsfaktor und wirbt mit den Naturschönheiten der Bergregionen und den Stränden am Saronischen und korinthischen Golf.
An den Luft- und Seeverkehr ist die Präfektur durch den Flughafen Athen und den Hafen von Piräus angeschlossen. An der Küste verläuft außerdem die griechische Autobahn 8, die Athen mit Patras verbindet. Eine regelspurige Bahnstrecke durch Westattika auf der für den Schnellverkehr projektierten PATHE-Achse (Patras–Athen–Thessaloniki–Idomeni) der Griechischen Eisenbahngesellschaft wurde zu Beginn des 21. Jahrhunderts fertiggestellt.